# Такасіма Ріса
Ріса Такаcіма (8 лютого 1999 , Омута, Префектура Фукуока ) — японська фехтувальниця на шаблях, бронзова призерка Олімпійcьких ігор 2024 року.

## Виступи на Олімпіадах
| Олімпіада  | Дисципліна          | Місце |
| ---------- | ------------------- | ----- |
| Париж 2024 | індивідуальна шабля | 27    |
| Париж 2024 | командна шабля      | 3     |